# Derek Goodwin
Derek Goodwin (eigentlich Richard Patrick Goodwin; * 26. Februar 1920 in Woking, Surrey; † 14. Mai 2008) war ein englischer Ornithologe und Autor von Vogelbestimmungsbüchern.

## Leben und Wirken
Im Juni 1941 diente Goodwin als Schütze beim 149. Panzerabwehrregiment in der Royal Artillery in Ägypten. Im September desselben Jahres erlebte er die Belagerung von Tobruk in Libyen mit. Im Winter 1942/1943 wurde er zum Middle East Pigeon Service (Brieftaubendienst des Mittleren Ostens) verlegt, der im Maadi Camp in Ägypten stationiert war. Hier reifte Goodwins Interesse an Vögeln. Er fertigte viele Notizen und Tagebücher über seine Vogelbeobachtungen in Nordafrika an, die jedoch alle während einer Sturzflut verloren gingen.
Im August 1945 kehrte er nach England zurück. Im September 1946 erhielt er eine Assistentenstelle am Natural History Museum in London. Anfang der 1970er-Jahre wechselte er als permanenter Mitarbeiter in die Vogelabteilung des Walter Rothschild Zoological Museums in Tring.
1965 nahm er an der Harold-Hall-Expedition in Australien teil, bei der er die Unterart Petrophassa albipennis boothi der Weißspiegeltaube entdeckte. In der Folgezeit begleitete er David Snow nach Brasilien, wo sowohl Feldstudien betrieben, als auch Museumsexemplare gesammelt wurden. In seinem Garten in Virginia Water hatte Goodwin große Volieren, wo ihm 1954 die britische Erstzucht des Strichelhähers gelang. Hierfür erhielt er den Avicultural Society’s Award.
1972 erhielt er für seine ornithologische Arbeit die Union Medal der British Ornithologists’ Union, bei der er seit 1950 Mitglied war und von 1963 bis 1966 im Führungsgremium arbeitete. 1959 wurde er korrespondierendes Mitglied der American Ornithologists’ Union. 1976 wurde er mit der American William F. Hollander Merit Award Medal ausgezeichnet. Obwohl Goodwin nie Deutsch in der Schule gelernt hatte, war er in der Lage sich diese Sprache selbst beizubringen und so deutsche Bücher über Ethologie und Ornithologie zu verstehen. 1977 wurde er zum korrespondierenden Mitglied der Deutschen Ornithologen-Gesellschaft gewählt. Darüber hinaus war er Mitglied und Ehrenmitglied der Royal Society for the Protection of Birds. Da er jedoch mit einigen Aspekten der Politik dieser Gesellschaft, insbesondere mangelnde Schutzmaßnahmen für die im ländlichen England eingeführten Gold- und Amherstfasane, der Keulung von Schwarzkopf-Ruderenten sowie mit der Wiedereinführung bestimmter Greifvogelarten wie dem Habicht oder dem Seeadler nicht einverstanden war, kündigte er seine Mitgliedschaft.
Goodwin verfasste einige populäre Bestimmungsbücher über Vögel, darunter Pigeons and Doves of the World (1967), Crows of the World (1976) und Estrildid Finches of the World (1982). Daneben veröffentlichte er die Werke Bird Behaviour (1961), Domestic Birds (1965), Birds of Man’s World (1978) sowie den Gedichtband Bird Room Ballads (1969) mit Pat Hall.